# Leigh Griffin
Leigh Griffin (* 14. Mai 1968) ist ein ehemaliger englischer Snookerspieler, der zwischen 1991 und 2001 Profispieler war.

## Karriere
Bereits in den 1980ern versuchte sich Griffin über die WPBSA Pro Ticket Series für die Profitour zu qualifizieren. Erst mit der Öffnung der Profitour 1991 wurde er aber tatsächlich Profispieler. In den ersten vier Saisons schied er aber fast immer in der Qualifikation der Turniere aus. Sein wichtigstes Ergebnis war die Teilnahme an der drittletzten Qualifikationsrunde der Snookerweltmeisterschaft 1992. Von daher war er auf der Snookerweltrangliste nicht bemerkenswert weit oben gelistet; 1995 wurde er nur auf Platz 187 geführt. Etwas mehr Erfolg hatte er in dieser Zeit bei Amateurturnieren in Kontinentaleuropa, wo er einige Male die finalen Runden und ein Mal sogar ein Endspiel erreichte. Auf der Profitour kam die Wende mit der Saison 1995/96, als er beim Grand Prix 1995 erstmals die Hauptrunde eines Ranglistenturnieres erreichte. 1996 konnte er zum zweiten Mal das Endspiel eines mitteleuropäischen Amateurturnieres erreichen. In der nächsten Saison wiederholte er diesen Erfolg bei den International Open 1997. Auf der Weltrangliste ergatterte er so erstmals einen Platz in den Top 150, zwei Jahre in Folge belegte er Rang 143.
Danach wurde die Anzahl der Profispieler auf der eigentlichen Profiturnier wieder begrenzt. Eine erste Gruppe von Qualifikanten wurde über die Weltrangliste ernannt; Griffins Weltranglistenposition war hierfür aber zu schlecht. Erst über das letzte Event der WPBSA Qualifying School sicherte er sich doch noch den Verbleib auf der Profitour. Schlagartig wurden auch seine Ergebnisse etwas besser. Nun erreichte er regelmäßiger die Hauptrunden der Turniere, wenngleich er zum einen dort dann jeweils bald ausschied und zum anderen immer noch öfters in der Qualifikation verlor. Eines der wichtigsten Ergebnisse jener Zeit verbuchte er bei der Snookerweltmeisterschaft 1999, als er nur knapp den Einzug in die Hauptrunde verpasste. Danach erreichte er mit Rang 73 die höchste Platzierung auf der Weltrangliste in seiner Karriere. In der folgenden Saison zog Griffin bei den Welsh Open zum einzigen Male in die Runde der letzten 32 eines Weltranglistenturnieres ein. In der Saison 2000/01 konnte er aber schlussendlich nicht mehr an seine vorherigen Ergebnisse anknüpfen. Abgerutscht auf Platz 106 der Weltrangliste, verlor er Mitte 2001 seinen Profistatus. Danach machte er zeitweise noch mit Teilnahmen an weiteren europäischen Amateurturnieren auf sich aufmerksam, damit war aber nach den Fürth German Open 2005 auch Schluss.
Bis Anfang der 1990er-Jahre lebte Griffin im Stadtzentrum von Birmingham nahe dem Fußballstadion Villa Park. Danach zog er mit seiner Freundin in das niederländische Örtchen Den Dungen. Ferner besaß seine Familie Mitte der 1990er-Jahre ein großes Party-Boot in Belgien. Mehrfach spielte Griffin in Belgien auch an nationalen Snookerturnieren mit. 1999 gewann er mit Yvan Van Velthoven die belgische Snooker-Meisterschaft im Doppel, zwei Jahre später verlor er zusammen mit Pascal Huwé im Finale.

## Erfolge
Einzel
| Ausgang | Jahr | Turnier                                                        | Finalgegner    | Ergebnis  |
| ------- | ---- | -------------------------------------------------------------- | -------------- | --------- |
| Zweiter | 1994 | German Open Snooker Ranking – Event 14 – 4 Star – Münster Open | Sean Lanigan   | 0:4       |
| Zweiter | 1996 | Swiss Open                                                     | Björn Haneveer | unbekannt |
| Sieger  | 1997 | WPBSA Qualifying School – Event 4                              | Oliver King    | 5:1       |

Doppel
| Ausgang | Jahr | Turnier                                  | Teampartner        | Gegner im Finale                 | Endstand |
| ------- | ---- | ---------------------------------------- | ------------------ | -------------------------------- | -------- |
| Sieger  | 1999 | Belgische Snooker-Meisterschaft – Doppel | Yvan Van Velthoven | Kristof de Bruyn Eddy Kindermans | 5:0      |
| Zweiter | 2001 | Belgische Snooker-Meisterschaft – Doppel | Pascal Huwé        | Peter Bullen Steve Lemmens       | 1:4      |